# Assemblea generale del New Jersey
L’ Assemblea generale del New Jersey è la camera bassa della Legislatura del New Jersey. Essa si riunisce, insieme al Senato, nel Campidoglio dello Stato del New Jersey. 
È composta da 80 membri, ognuno dei quali eletti per un mandato biennale. I rappresentanti non sono soggetti a un numero di mandati.